# ラ・ボエーム (2008年の映画)
『ラ・ボエーム』（La Bohème）は、2008年のオーストリア・ドイツのオペラ映画。監督はロバート・ドーンヘルム、出演はアンナ・ネトレプコとローランド・ビリャソンなど。プッチーニのオペラ『ラ・ボエーム』を映画化した作品である。

## ストーリー
19世紀のパリを舞台に、詩人ロドルフォとお針子ミミの悲恋を描く。

## キャスト
- ミミ（ソプラノ）: アンナ・ネトレプコ - お針子。
- ロドルフォ（テノール）: ローランド・ビリャソン（スペイン語版） - 詩人。
- ムゼッタ（ソプラノ）: ニコル・キャベル（英語版） - 歌手。
- マルチェッロ（バリトン）: ジョージ・フォン・ベルゲン（声：ボアーズ・ダニエル） - 画家。
- アルチンドーロ（バス）: イオアン・ホーランダー（ドイツ語版）（声：ティツィアノ・ブラッチ） - 枢密顧問官。ムゼッタのパトロン。

### その他
- 管弦楽：バイエルン放送交響楽団
- 合唱：バイエルン放送合唱団
- 指揮：ベルトラン・ド・ビリー